# Malecón de la Reserva
El malecón de la Reserva es un malecón o paseo urbano que recorre los acantilados del distrito de Miraflores, en Lima, Perú.
Es el tramo sur del malecón de Miraflores que comprende la vía peatonal que va desde el puente Villena hasta la bajada Armendaríz. Paralelo al paseo discurre la calle que lleva su nombre. Durante su trayecto se encuentran diversos parques, como el parque Intihuatana, el parque del Amor, el parque Letonia, el parque Salazar, donde se encuentra el centro comercial Larcomar, y el parque Domodossola, así como restaurantes y hoteles con vistas a la Costa Verde, y antiguas casonas, algunas de ellas diseñadas por Ryszard Jaxa Malachowski.
Fue diseñado por el arquitecto peruano Augusto Benavides Diez Canseco.

## Galería

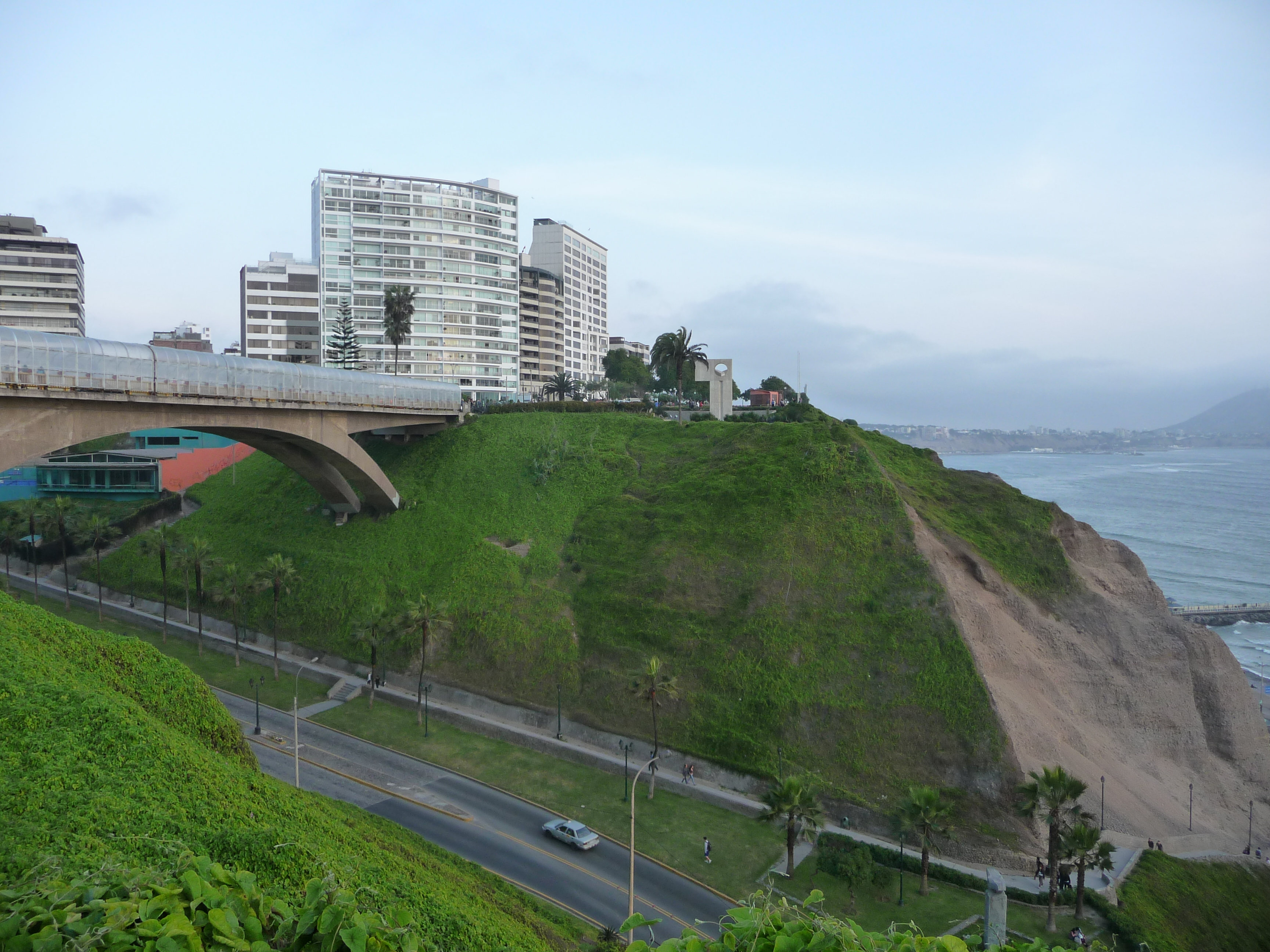
Puente Villena, al fondo parque Intihuatana con la escultura homónima de Fernando de Szyszlo
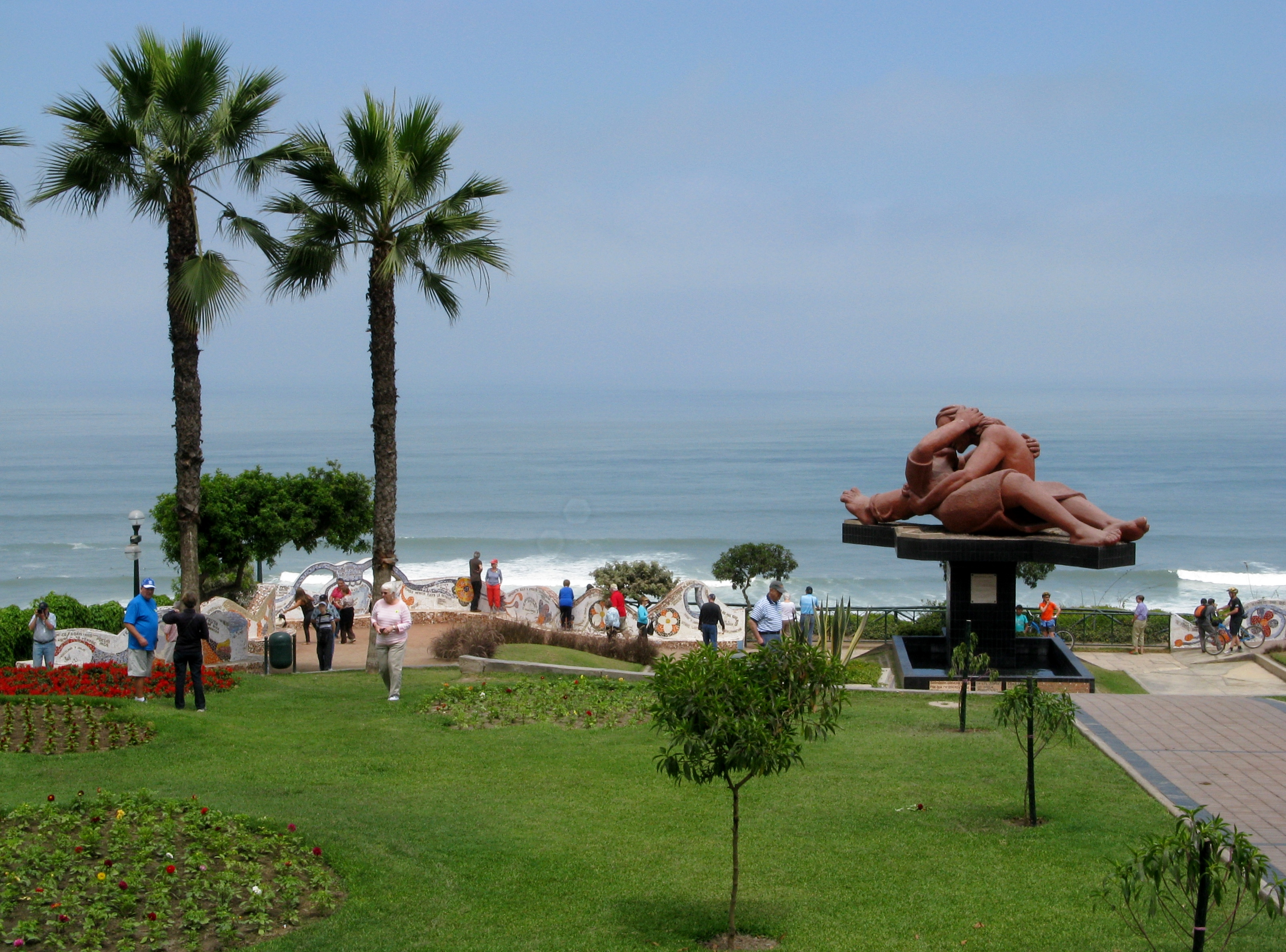
Parque Alberto Andrade Carmona (ex Parque del Amor) con la escultura El beso de Víctor Delfín.
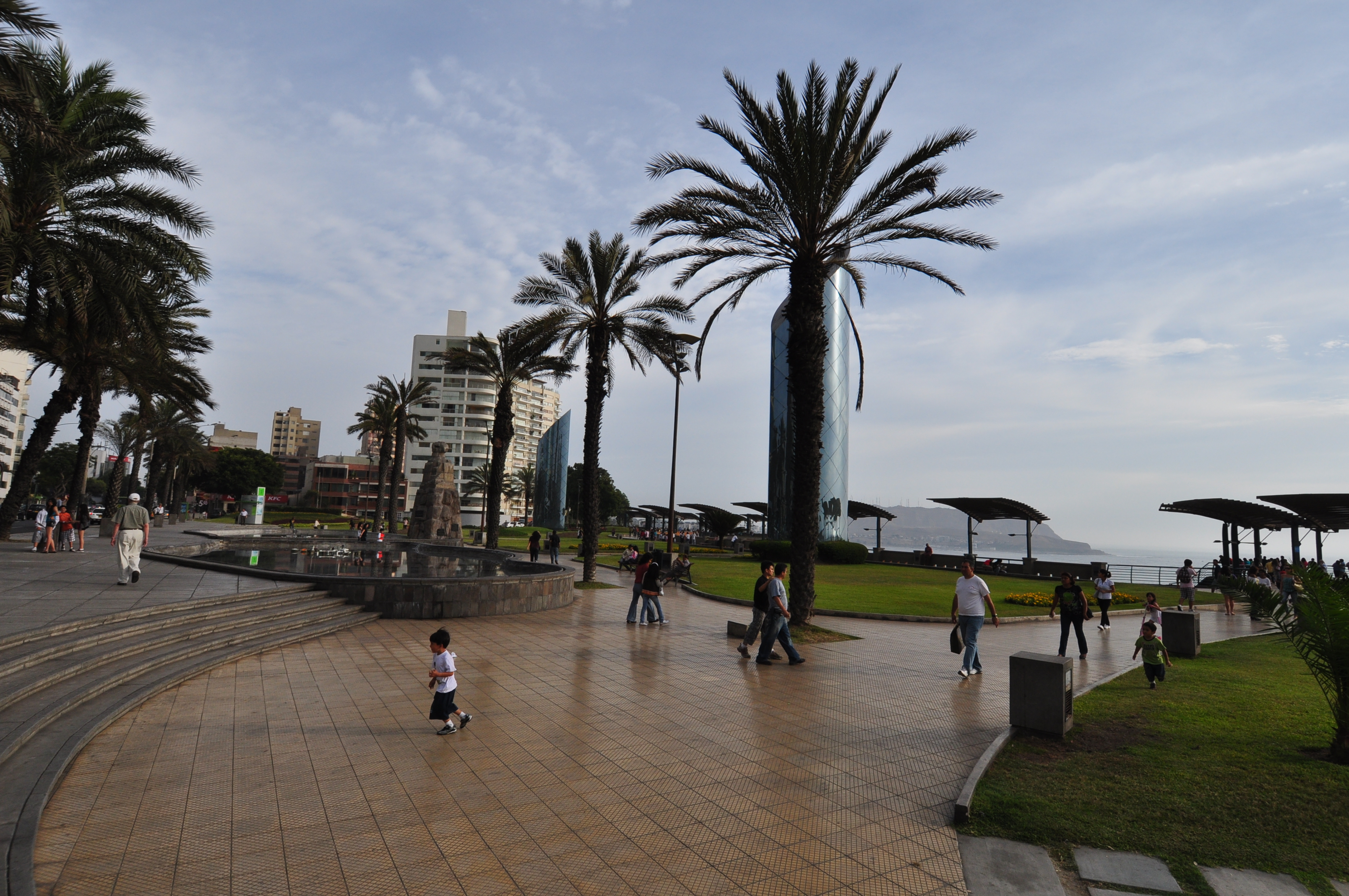
Parque Salazar
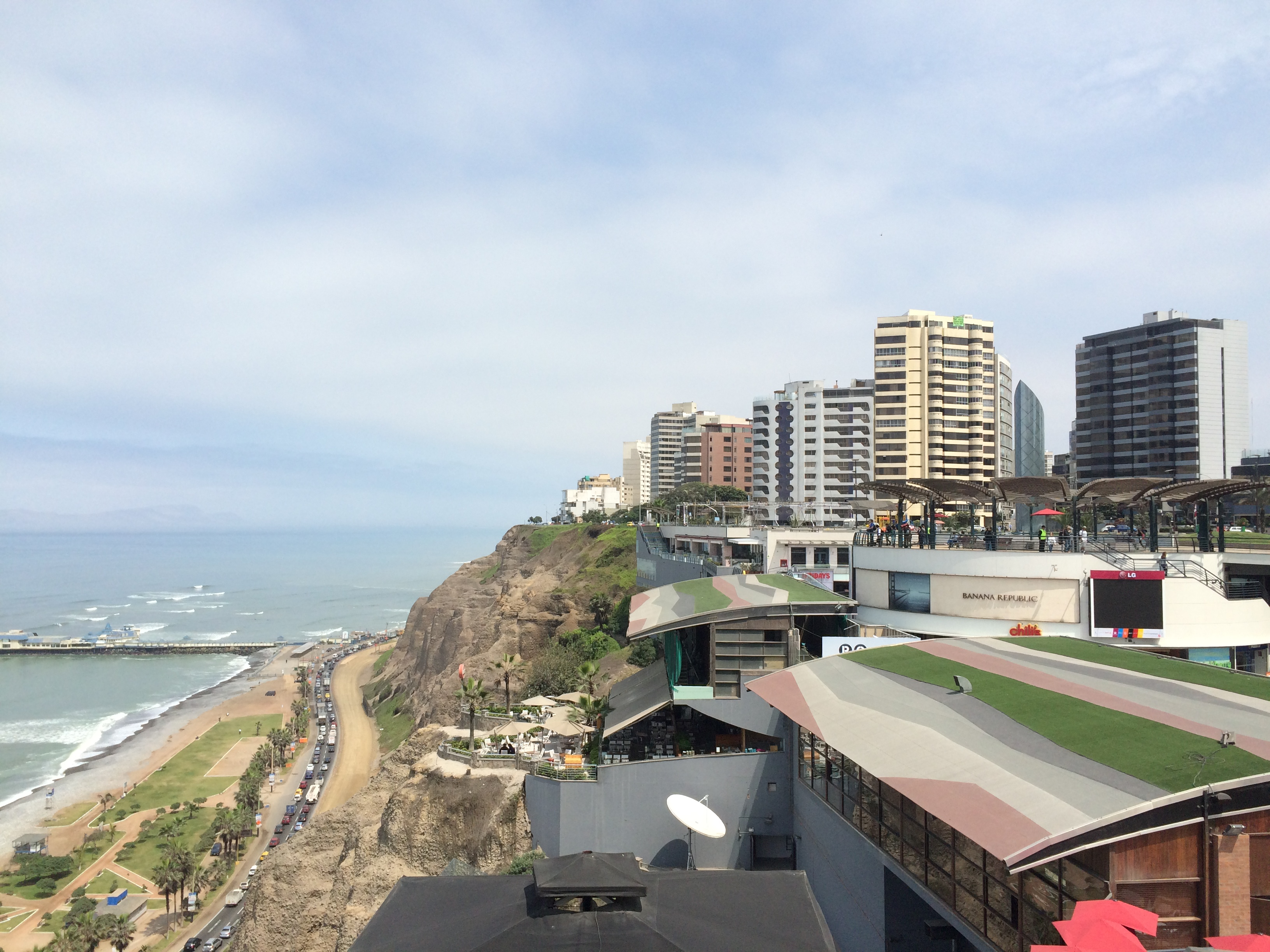
Larcomar